# ويليام إتش ويب
ويليام إتش ويب (بالإنجليزية: William H. Webb)‏ هو مهندس أمريكي، ولد في 19 يونيو 1816 في نيويورك في الولايات المتحدة، وتوفي في 30 أكتوبر 1899.

## وصلات خارجية
- ويليام إتش ويب على موقع الموسوعة البريطانية (الإنجليزية)